# Beijing Weiwang 306
Der Beijing Weiwang 306 war ein Pkw von der Beijing Motor Corporation.

## Beschreibung
Der Hersteller produzierte den achtsitzigen Minivan ab April 2011. Es war das erste Modell der neu gegründeten Submarke Beijing Weiwang, unter der ausschließlich Minivans hergestellt werden sollten. 
Erhältlich war das Modell in den Ausstattungslinien Standard, Charming und Luxury. Als Motor gab es nur Beijings Typ LJ474Q3E2 mit einem Hubraum von 1298 cm³, einer maximalen Leistung von 60,5 kW bei 6000/min und 102 Nm maximalem Drehmoment bei 3000/min. Es handelte sich dabei um einen Vierzylinder-Ottomotor mit zwei obenliegenden Nockenwellen, 16 Ventilen und Multi-Point-EFI Benzineinspritzung. Er hatte eine Verdichtung von 9.5:1 und der Durchschnittsverbrauch war mit 7,9 Liter angegeben. Der Motor erreichte die China-IV-Abgasnorm, die Euro II entsprach. Der Tank fasste 45 Liter. 
Das Fahrzeug hatte Zahnstangenlenkung mit hydraulischer Unterstützung, MacPherson-Federbeine vorne und Blattfedern hinten sowie Scheibenbremse vorne und Trommelbremse hinten. Es gab lediglich ein 5-Gang-Schaltgetriebe.
Es gibt Hinweise darauf, dass das Modell 2016 eingestellt wurde. Denn aus dem Jahr stammt die letzte archivierte Version der Internetseite des Herstellers zum Modell.